# Mój pierwszy raz
Mój pierwszy raz – program rozrywkowy emitowany w latach 2005–2007 na antenie TVP2.
Goście programu muszą zrealizować w studio przygotowane w tajemnicy przed nimi zadanie, które opiera się całkowicie na improwizacji gościa. W programie goście spełniają także swoje marzenie, często bardzo wymyślne; zawsze tajne zadanie i spełnione marzenie jest ich „pierwszym razem”.
W programie udział wzięli m.in.: Michał Bajor, Mariusz Wlazły, Artur Barciś, Kayah, Zbigniew Zamachowski, Maciej Maleńczuk, Janusz Radek, Wiktor Zborowski, Jerzy Dudek, Anna Przybylska, Anna Dereszowska, Rafał Bryndal, Piotr Rubik, Edyta Górniak, Rafał Królikowski, Kabaret Ani Mru Mru, Kabaret OT.TO, Małgorzata Kożuchowska, Beata Kozidrak, Monika Brodka, Dariusz Michalczewski, Muniek Staszczyk, Mariusz Pudzianowski, Robert Górski, Krzysztof Cugowski, Piotr Gąsowski.
W jubileuszowym, 50. odcinku realizatorzy programu przygotowali zadanie dla prowadzącego Jerzego Kryszaka, który musiał, po latach, zdawać powtórnie egzamin aktorski przed swoimi profesorami.
W marcu 2005 r. program zdobył nagrodę Silver Plaque w kategorii serie rozrywkowe w konkursie Chicago International Television Awards.
Nominowany był również do Telekamer 2006 w kategorii rozrywka, w głosowaniu zdobył jednak najmniej głosów.
Piosenkę przewodnią programu pt. „Twój pierwszy raz” wykonała Monika Porębska-Wołowczyk.